# 阿穆罗-巴尔季斯克村委员会
阿穆罗-巴尔季斯克村委员会（俄语：Амуро-Балтийский сельсовет）是俄罗斯联邦阿穆尔州结雅区所属的一个村委员会。其下辖有1个居民点，行政中心为阿穆罗-巴尔季斯克。据2016年统计，该村委员会的人口为207人。